# 全缘赤车
全缘赤车（学名：Pellionia heyneana）为荨麻科赤车属下的一个种。

## 扩展阅读
- 維基物種上的相關：全缘赤车